# Jetavana (Sri Lanka)
Cet article court présente un sujet plus développé dans : Jetavanaramaya.

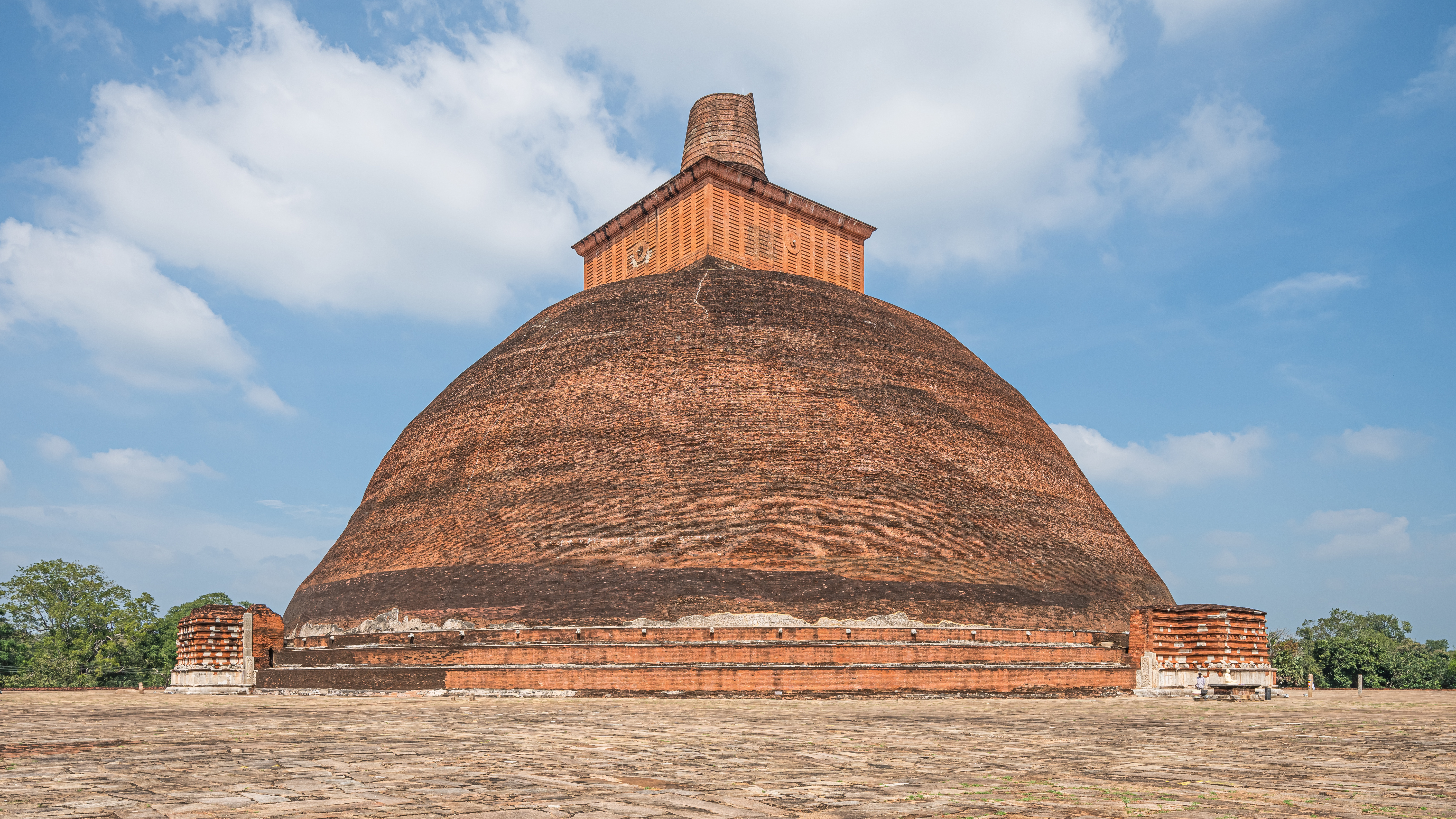
Le Jetavanaramaya en 2020.

Le Jetavana, ou Jetavanavihara, est un complexe bouddhiste du Sri Lanka fondé à Anuradhapura par le roi Mahasena (r. 277-304). Il était alors constitué au moins d'un monastère (habituellement désigné par les termes vihara ou arama) et d'un énorme stûpa, le Jetavanaramaya. Celui-ci est la seule structure encore visible aujourd'hui.

## Ouvrages consultés
- (en) Walpola Rahula, Thera, History of Buddhism in Ceylon : The Anuradhapura Period, 3d Century BC--10th Century--AC., Colombo, Sri Lanka, M.D Gunasena & Co LTD, 1956, 351 p. (lire en ligne)

(Précision concernant la version numérisée Internet Archive: le nombre de pages est de 424 pages, alors que la version papier n'en compte que 351. Cet écart est dû au fait que la numérotation des folios de la préface et de l’introduction (47 pages) est en chiffres romains petites capitales (i, ii, iii, iv etc.); ainsi, la pagination en chiffres arabes commence avec le premier chapitre, page 48. Le n° de page indiqué dans la note renvoyant à l'ouvrage correspond à celui du livre, et non à celui de la version numérisée).  